# Eucithara abbreviata
Eucithara abbreviata é uma espécie de gastrópode do gênero Eucithara, pertencente à família Mangeliidae.